# Laskó (település)
Laskó (horvátul Lug) magyarlakta falu Horvátországban Eszék-Baranya megye északkeleti részén.

## Fekvése
A falu Eszéktől északra, Drávaközben fekszik, ma Eszék-Baranya megye települése.

## Története
A bronzkori, valamint a korai és késő vaskori kerámiák számos felszíni lelete jelzi e hely nagyon korai benépesülését. Különösen jelentős felszíni lelet egy kerámia szobrocska, mely egy nő agyagfigurája bronzkori viseletben. Az „Utrina – Četevelđ” lelőhelyről származó régészeti leletek a bronz és a vaskor több régészeti rétegből álló őskori településének létezésére utalnak. A falu közepén egy nagy, kiemelkedő, szinte szabályos kör alakú domb található. A dombon őskori erődítmény állhatott, mely egy tágas, magasított terasz szélén helyezkedett el, amely az északra fekvő alacsony, vizenyős terület fölé emelkedett. Keleti, nyugati és északi oldalán mély árok veszi körül, délen pedig kissé lankásan ereszkedik a környező terep felé. A bronzkori leletek mellett római kerámiák és épületmaradványok is előkerültek a településtől délre, a Várdaróc felé vezető út mentén a „Szilágy-Okrajak” lelőhelyen, melyek itteni római villagazdaság létét erősítik.
1061-ben I. Béla a vidéket frissen alapított szekszárdi Benedek-rendi apátságnak adományozta. Egy 1212-es oklevélben Kopács adományozása  kapcsán szerepel először név szerint. A baranyai királyi várbirtok részét II. Endre a Győr nembeli Póth nádornak adományozza, e birtok északi határán az oklevélben Laskó a szekszárdi apátság birtokaként szerepel:„ Meta terrea ecclesie de Saxard”, ill. egy mintegy évszázaddal későbbi, a szomszédos Várdaróc  adományozási oklevelében Laskóról ez olvasható: „Terra ecclesie saxardiensis Logcho vocata” („Logcsó” szekszárdi egyház tulajdona). Az 1332-es pápai tizedjegyzékben Lusko alakban áll, a jegyzék az itt szolgáló papot is említi: „Joannes sacerdos de Lusko”. A 15. században mezőváros.
Az 1520-as években nagyobb volt Mohácsnál, kolostori iskola működött a városban.
1544-ben  itt működött Sztárai Mihály prédikátor, zsoltárköltő, drámaíró, aki a következő pár évben 120 falut térített evangélikus vallásra Szlavóniában és Baranyában, később Szegedi Kis István prédikátor működött itt. 1554-es defteri összeírások szerint 256 ház állt, miközben Siklóson 73, Mohácson 239 ház volt.
A falu megmaradt kevés katolikusa nem felejtette el Szűz Mária tiszteletét, és a 17. század végén Horvát András elöljáró szobrot faragott a gyermekét karján hordó Szűzanyáról. A Rákóczi-szabadságharc idején azonban ezt a szobrot el kellett rejteni, és 1704. november 20-án Almás községbe vitték, ahol szintén nagy kultusza volt a Szűzanyának.
A laskóiak még a 19. században is ápolták a Mária-kultuszt, annak ellenére, hogy már évszázadok óta reformátusok voltak.
A 19. század folyamán a falu környéki puszták népessége is növekedésnek indult, hála a bácskertesi katolikus telepeseknek.
Az 1991-es háború idején a falu komoly károkat szenvedett, több tucat lakosa elmenekült.
A budapesti XVII. kerületben utca viseli a település nevét.
Laskó szülötte Laskai Demeter. Nevéhez fűződik a második legrégibb verses magyar nyelvemlék. Címe: Úrfelmutatási imádság a kenyér színében jelen levő Jézushoz (1433).

## Népesség
1782-1785 között a faluban 801 református, 27 katolikus és 6 görögkatolikus élt.
1910-ben 1860 lakosa volt, melyből 1806 fő magyar, 42 fő német, 10 fő szerb és 2 fő horvát (legalább)4 fő egyéb (nazarénus hívők) nemzetiségű volt. A lakosok közül 1849 fő tudott magyarul.

## Nevezetességei
A falu református temploma több fejlődési szakaszon ment át. A harangtorony és a puskalőrésekkel ellátott védőtorony (kívülről hozzáfalazva) a középkorból származik, a főhajó pedig a 18. században épült. A harangtorony bejáratánál – a torony és a templom hajója között – egy gótikus portál található, amely valószínűleg egy korábbi gótikus épületből származik. A templom közelében több római feliratos követ találtak, amelyeket később beépítettek a templom falába. A laskói harangtorony (a hercegszöllősi torony mellett) az egyetlen, ilyen formában fennmaradt középkori építmény Horvátország északi részén.

## Kultúra
A helyi kulturális életet a Petőfi Sándor Művelődési Egyesület, Laskói ifjúsági egyesület és a Laskói HMDK szervezi, mely a HMDK tagszervezetei.

## Híres emberek
- Itt született Laskai Csókás Péter (? – Gyulafehérvár, 1587.) református lelkész, teológus, iskolaigazgató.

## Testvértelepülései
- Magyarbóly, Magyarország
- Kislippó, Magyarország